# 民族菌類学

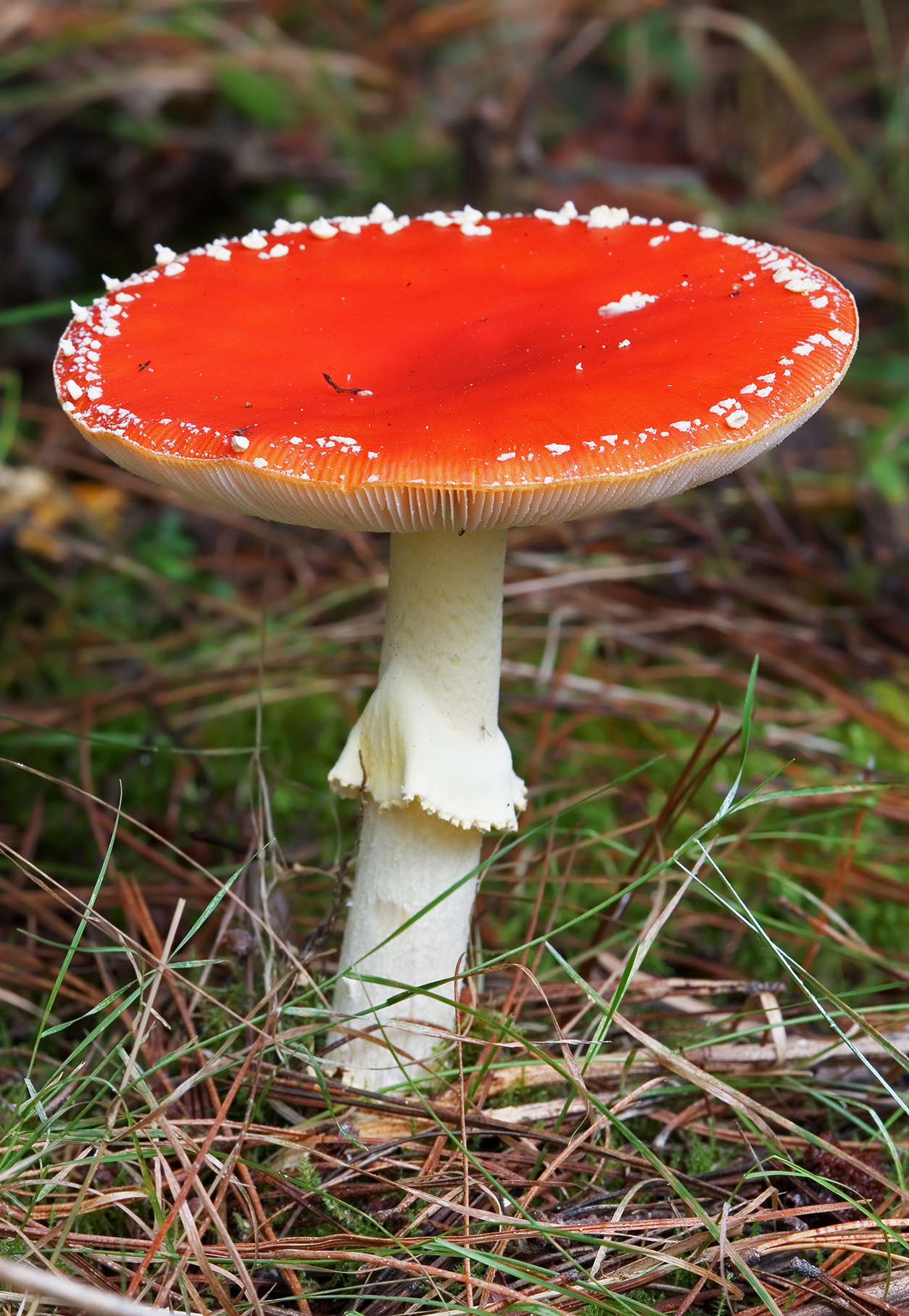
ベニテングタケは、長く多様な向精神的な使用の歴史を持つ。

民族菌類学(Ethnomycology)は、菌類の歴史的な使用や社会学的な影響の研究であり、民族植物学や民族生物学の下位分野とみなされている。
理論上は火口や、薬としての薬用キノコや（酵母を含む）食物も含まれるが、マジックマッシュルームやベニテングタケ、麦角菌のような向精神性のキノコや菌類の研究が多い。
アメリカの銀行家のロバート・ゴードン・ワッソンは、1950年代にこの分野の研究の先駆者となり、彼は妻と共に、クランデロ（治療的シャーマン）のマリア・サビーナによるマサテコ族のキノコの儀式に参加し、西洋で最初にそのことで記録された者となった。生物学者のリチャード・エヴァンズ・シュルテスもまた民族菌類学者の先駆者とみなされている。後の研究者には、テレンス・マッケナ、アルバート・ホフマン、ラルフ・メツナー、カール・ラック、ブライス・ダニエル・ステープルズ、ジョルジョ・サモリーニ、Keewaydinoquay Peschel、ジョン・マルコ・アレグロ、クラーク・ハインリッヒ、ジョナサン・オット、ポール・スタメッツなどがいる。
菌類学的な同定に加え、民族菌類学は人類学と文献学の大きな文脈によるところが大きい。民族菌類学者における主な議論には、インド・アーリア人の古い文献『リグ・ヴェーダ』に登場するソーマは、ベニテングタケなのではというワッソンの仮説がある。これに続いて、他の古代の文化における向精神性キノコの使用法を特定するための、信頼性について様々な似たような試みが行われてきた。
他によく言及されるのは、およそ紀元前1500年から西暦396年の間の古代ギリシアにおけるエレウシスの秘儀での秘跡であるキュケオンについてである。
ワッソンは、歴史的なキノコの使用がそうした儀式と伝統でのシャーマニズムの促進役、あるいはスピリチュアルな体験の核だとみなしているが、マッケナはさらに進めて、シロシビンの摂取がおそらく言語と文化の形成につながったものだと位置づけ、幻覚性キノコを善悪の知識の木の原型だとみなしている。
1990年代には、レイブ文化においてサイケデリック・リヴァイヴァルとの組み合わせで、マジックマッシュルームの娯楽的な使用が盛り上がりを見せ、簡単な培養方法へと改良され、キノコ自体とそうした情報はインターネットを介して広まった。 こうした「キノコの使用の舞い上がり」は、民族菌類学の大衆化を促し、ウェブサイトや掲示板などでのクリスマスやメルヘン物語の象徴的意味についての議論をもたらしている。